# Acanthodactylus lacrymae
Acanthodactylus lacrymae — вид ящірок родини ящіркових (Lacertidae). Ендемік Марокко. Описаний у 2020 році.

## Поширення і екологія
Acanthodactylus lacrymae відомі з типової місцевості, розташованої на північно-східному березі озера Тісліт, у північно-східній частині гір Високого Атласу, на висоті 2260 м над рівнем моря.